# ツルデンダ
ツルデンダ Polystichum craspedosorum は小柄なシダ植物。岩地に生え、単羽状の葉身の先端は伸びて子株を生じる。

## 特徴
常緑性の草本。根茎は小さくて短く、直立するか斜めに伸びる。葉を束のようにつけ、鱗片がある。鱗片は披針形で先端は尾状に伸び、次第に幅が狭まって長さ2-4mm、茶色で縁にはややまばらに長い毛がある。葉柄は長さ1-10cmで鱗片がやや密につく。葉身は単羽状複葉で、概形としては線状披針形で長さ12-20cm、幅2-3.5cm。中軸には黄褐色から褐色の鱗片をやや密生し、鱗片の縁には毛がある。またその先端は長く伸びて無性芽を生じる。羽片は普通20-35対ほどあり、卵状楕円形で先端は鈍く尖り、基部は前側は切り落とされた形、後ろ側はくさび形で短い柄があり、紙質、縁には浅い鋸歯がある。長さ1-3cmで幅は2-5mm、葉裏には線形の鱗片がある。胞子嚢群は葉の縁寄りの位置に一列に並んで生じ、包膜は円形で膜質、長く残る。その大きさは径2mmを越えることもあり、胞子嚢群を完全に包んでおり、葉の大きさに較べるとかなり大きい。また互いに接近して生じ、隣の胞子嚢群の包膜と重なることもある。

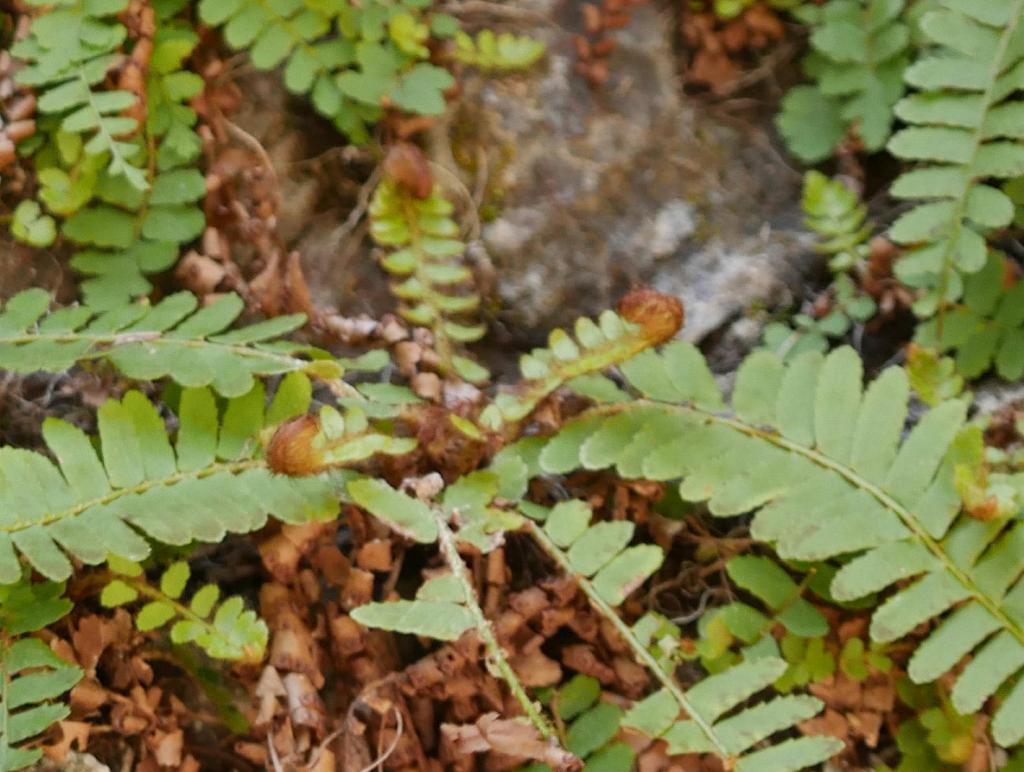
新葉が展開しつつあるところ
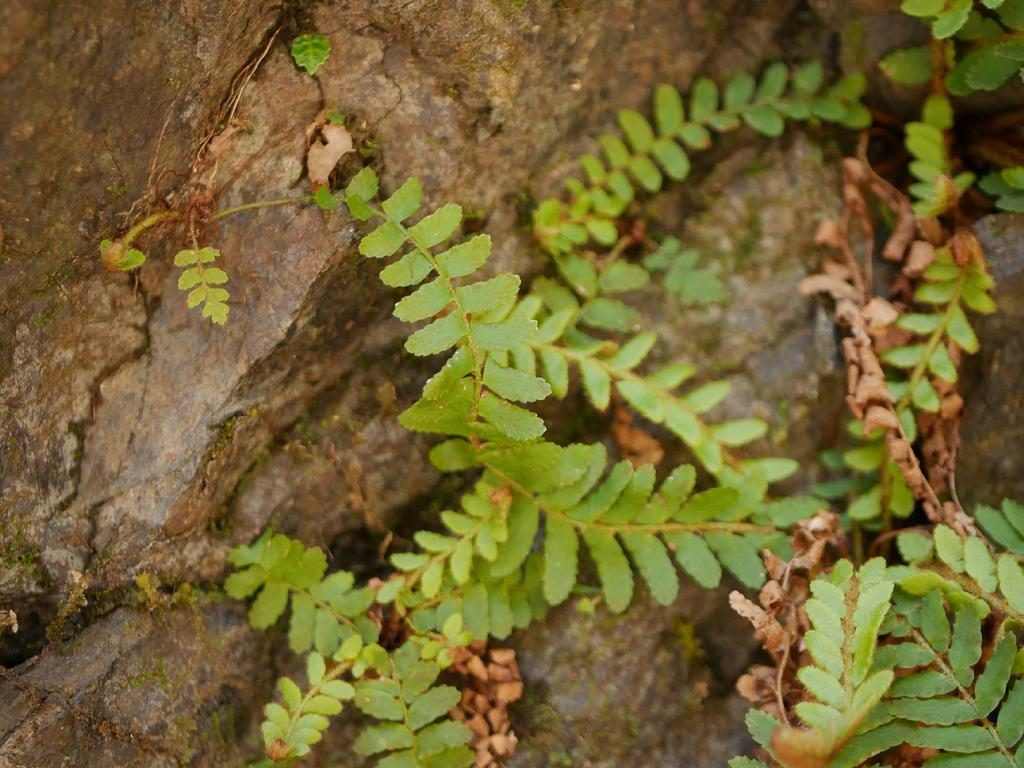
葉の先端から無性芽が出る
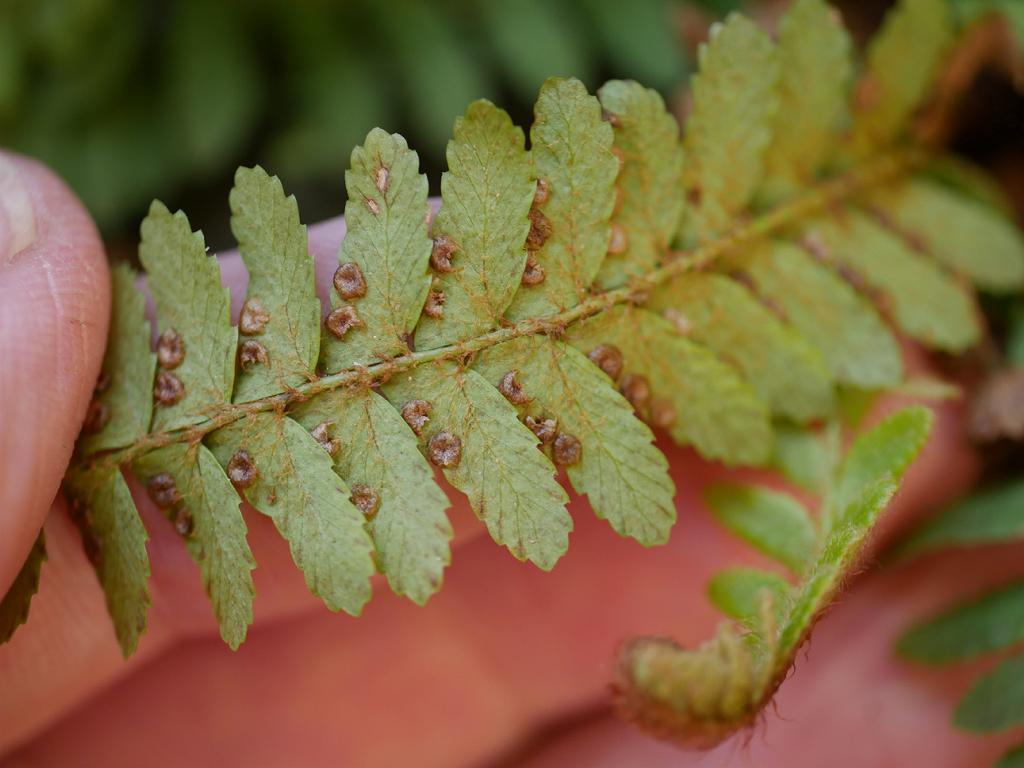
葉の裏側 胞子嚢群は包膜に完全に包まれる

学名の種小名は『囲まれたソーラス(胞子嚢群)の』を意味する。和名は蔓デンダで、葉先が伸びて多少蔓に見えることによる。デンダは連朶（れんだ）とも言い、カグマやヘゴと共にシダ類の古名であるとのこと、本種などの和名に残るほかは単独では廃れたとある。

## 分布と生育環境
日本では北海道から九州までの各地にあり、ただし九州の最南部からは知られていない。国外では中国、朝鮮、ロシア東部に分布がある。
山地の森林に生育し、やや湿った岩の上や斜面に見られ、普通は群生する。石灰岩地や結晶片岩地にも多く見られる。

## 分類など
日本には本属の種が30種以上あり、また多くの雑種があるが、多くははるかに大柄なもので、また葉が2回羽状複葉のものが多い。また本種のように葉先が伸びて子株を作るものとしては本種の他にもう1種、オリヅルシダ P. lepidocaulon がある。この種は葉身も本種同様に単羽状複葉だが、葉身の長さが20-40cm、羽片の長さが3.5-7cmと本種よりかなり大きい。本種はこの種などと共にタチデンダ亜属 subgen. Haplopolystichum に含まれ、この類は中国の石灰岩地などで多様性が高い。もっとも類縁が近いのはイナデンダ P. capillipse とされている。ちなみにイノデ属には本種のようにやや小型で細長い葉を持つものに○○デンダとの名を持つものがいくつもあるが、いずれも分布が限定されたもので、広く見られるのは本種だけである。
種内変異としてはキクバツルデンダ var. dissectum が記載されているが、これは四国から報告されたもので、羽片の縁が深く切れ込み、時に中肋にまで達するものだが、特殊な変異株と見られる。

## 保護の状況
分布域が広く、特に絶滅の危機が問われていないらしく、環境省のレッドデータブックでは取り上げられていない。県ごとでは新潟や京都など指定を受けているところもあるが、ランクは高くない。危険要因として環境の悪化と共に園芸用の採取があげられている。